# Bundestagswahlkreis Schleswig – Eckernförde
Der Bundestagswahlkreis Schleswig – Eckernförde war ein Wahlkreis in Schleswig-Holstein für die Wahlen zum Deutschen Bundestag. Er umfasste zuletzt den Kreis Schleswig sowie die zum Kreis Rendsburg-Eckernförde gehörigen Gemeinden Altenholz und Eckernförde sowie die Ämter Dänischenhagen, Dänischer Wohld, Gettorf, Hütten, Schlei, Schwansen, Windeby und Wittensee. Außerdem gehörten zum Wahlkreis die Stadtteile Friedrichsort, Holtenau, Pries und Schilksee der Stadt Kiel.

## Geschichte
Der Wahlkreis Schleswig – Eckernförde hatte für die Bundestagswahlen 1949 bis 1961 die Nummer 3 und für die Wahlen 1965 bis 1972 die Wahlkreisnummer 2.
Das Gebiet des Wahlkreises umfasste von 1949 bis 1961 den Kreis Eckernförde und den Kreis Schleswig. Vom Kreis Schleswig gehörten in dieser Zeit die Gemeinden Esmark, Kappeln, Obdrup, Rehberg, Rüde und Satrup zum Wahlkreis Flensburg und die Gemeinden Alt Bennebek, Bargen, Bergenhusen, Börm, Dörpstedt, Drage, Erfde, Friedrichstadt, Klein Bennebek, Meggerdorf, Norderstapel, Seeth, Süderstapel, Tetenhusen, Tielen und Wohlde zum Wahlkreis Norder- und Süderdithmarschen.
Von 1965 bis 1972 bestand der Wahlkreis in der eingangs beschriebenen Form. Vor der Bundestagswahl 1976 wurde der Wahlkreis aufgeteilt; der nördliche Teil ging an den Wahlkreis Flensburg – Schleswig und der südliche Teil an den Wahlkreis Rendsburg-Eckernförde.

## Abgeordnete
Direkt gewählte Abgeordnete des Wahlkreises Schleswig – Eckernförde waren
| Jahr | Name                | Partei | Anteil der Erststimmen |
| ---- | ------------------- | ------ | ---------------------- |
| 1972 | Jürgen Anbuhl       | SPD    | 51,4 %                 |
| 1969 | Gerhard Stoltenberg | CDU    | 52,7 %                 |
| 1965 | Gerhard Stoltenberg | CDU    | 54,3 %                 |
| 1961 | Gerhard Stoltenberg | CDU    | 48,9 %                 |
| 1957 | Gerhard Stoltenberg | CDU    | 53,1 %                 |
| 1953 | Kai-Uwe von Hassel  | CDU    | 51,4 %                 |
| 1949 | Johannes Hagge      | CDU    | 28,3 %                 |